# Ляпьер, Дарси
Дарси Линн ЛяПьер (англ. Darcy Lynn LaPier; род. 9 июля 1965 года) — американская актриса и модель. Наиболее широкую известность получила благодаря своим замужествам. Она вышла замуж за Рона Райса (англ. Ron Rice), основателя компании Hawaiian Tropic (мировой бренд лосьона для загара), они прожили вместе с 1991 по 1993 год. От этого брака у неё родился ребёнок по имени Стерлинг. После развода она вышла замуж за известного актёра Жан-Клода Ван Дамма в Бангкоке в феврале 1994 года. Их брак продлился до ноября 1997 года.
В 1999 году вышла замуж за Марка Хьюза, основателя компании Herbalife, который умер в следующем году.

## Фильмография
| Год  | Русское название         | Оригинальное название                 | Роль             |
| ---- | ------------------------ | ------------------------------------- | ---------------- |
| 1989 | Думай по-крупному        | Think Big                             | Донна            |
| 1990 | В мире грез и фантазий   | Dream Trap                            | Экстра           |
| 1991 | Сумасшедшая история      | Driving Me Crazy                      | Девушка с Таджем |
| 1992 | Двойные неприятности     | Double Trouble                        | Соседка Дэвида   |
| 1994 | Уличный боец             | Street Fighter                        | Подружка Гайла   |
| 1999 | Операция отряда Дельта 3 | Operation Delta Force 3: Clear Target | Ариана           |